# Karl Gabriel Pfeill
Karl Gabriel Pfeill (* 7. März 1889 in Neuß; † 9. August 1942 in Düsseldorf) war ein deutscher Schriftsteller.

## Leben
Karl Gabriel Pfeill war der Sohn eines katholischen Neusser Fabrikanten. Er studierte Philosophie und Kunstgeschichte an den Universitäten Bonn, Freiburg im Breisgau und München und lebte danach wieder in seiner Heimatstadt Neuß. 1919 gründete Pfeill mit Freunden die Vereinigung Der Weiße Reiter, die sich selbst als „jungrheinischen Bund für kulturelle Erneuerung“ charakterisierte und deren Veröffentlichungen von expressionistischem Stil, katholischer Religiosität und einem diffusen Führergedanken geprägt waren. Zu dem Kreis stieß auch Franz Johannes Weinrich. Pfeill, der sich nach dem Verlust des väterlichen Vermögens seinen Lebensunterhalt als Kunstkritiker verdiente, war u. a. mit dem Neusser Künstler Josef Urbach und später mit Otto Pankok befreundet. Sein literarisches Werk umfasst Gedichte und Theaterstücke.

## Werke
- Vom Licht bedacht, der Mund der Nacht, Der weiße Reiter, ohne Nr.- Bagel, Düsseldorf 1923
- Der ewige Tag, Münster 1930
- Die Morgengabe, Duisburg 1930
- Die heilige Elisabeth von Thüringen, Kevelaer 1932
- Zwischen Engeln und Frauen, Asten 1933
- Woge, Blitz und Stern, Hamburg 1942

## Als Herausgeber
- Der weiße Reiter. Das erste Sammelbuch. Im Auftrag des Jungrheinischen Bundes für kulturelle Erneuerung. A. Bagel, Düsseldorf 1920[2]
  - August Hoff: Die religiöse Kunst Johann Thorn Prikkers. Reihe Der weisse Reiter, ohne Nr.- A. Bagel, Düsseldorf 1924

## Notizen
1. ↑  Pankok hat ihn 1937 mit einem Holzschnitt porträtiert. Das Bild hängt im Clemens-Sels Museum Neuss
2. ↑  Beiträge von Peter Bauer, Max Fischer, Romano Guardini: "Liturgie als Spiel", K. G. Pfeill, Maximilian Maria Ströter, Werner Thormann über August Strindberg, Ernst Thrasolt, Franz Johannes Weinrich, Leo Weismantel, Konrad Weiss, Josef Winckler u. a.; Bildtafeln nach Hermann Cossmann, Ewald Dülberg, Josef Enseling, Karl Kriete, Ewald Malzburg, Jan Thorn Prikker und Joseph Urbach

| Personendaten    | Personendaten            |
| ---------------- | ------------------------ |
| NAME             | Pfeill, Karl Gabriel     |
| KURZBESCHREIBUNG | deutscher Schriftsteller |
| GEBURTSDATUM     | 7. März 1889             |
| GEBURTSORT       | Neuss                    |
| STERBEDATUM      | 9. August 1942           |
| STERBEORT        | Düsseldorf               |